# Municipio de Ixtlahuacán del Río
El municipio de Ixtlahuacán del Río es un municipio del estado de Jalisco, México. Se localiza a 23.5 km al noreste de la ciudad de Guadalajara, en la Región Centro. Su nombre proviene del náhuatl y significa  "Lugar de Llanuras".

## Toponimia
Ixtlahuacán es una palabra de origen náhuatl, es la unión de los vocablos "Ixtláhuatl" (llanuras) y "Can" (lugar); por lo tanto, significa: "Lugar de Llanuras".

## Historia
Lo fundaron los Toltecas a principios del siglo VII cuando pasaron por la región. Posiblemente estuvo primero en Tlacotán donde se establecieron tribus totonacas, tepehuanes y coanes, siendo los fundadores los tepehuanes, que destacaron por su belicosidad.
Los conquistadores que se avecindaron en Tlacotán fueron continuamente hostilizados por los aborígenes de Ixtlahuacán. La conquista fue realizada por Nuño de Guzmán que arribó a Tlacotán en 1529. Le pareció lugar estratégico para defenderse ya que dominaba todo el Valle de Atemajac. A fines de 1531 se dio el nombre de Nueva Galicia a todo lo conquistado por Nuño de Guzmán, al que se nombró gobernador, fundando Guadalajara en Nochistlán; después no le pareció apropiado, ordenando su traslado a Tlacotán en mayo de 1533, dándole el nombre de Guadalajara; no se realizó la fundación sino hasta 1535 y en 1539 se recibió cédula real concediendo el escudo de armas a la villa (Tlacotán), siendo asiento de Guadalajara de 1535 a 1540.
En 1825 tenía ayuntamiento y desde esa fecha hasta 1910 perteneció al 1.er cantón de Guadalajara; en 1838 poseía categoría de pueblo y en 1878 ya se menciona como municipalidad. Tenía las comisarías de Tepac, Tlacotán y la Congregación de San Antonio. En el año de 1894, el 28 de febrero, se suprime la comisaría de Tepac erigiéndose en comisaría la Congregación de San Antonio; y en marzo de 1912, la comisaría de Tlacotán se trasladó a Trejos, ya en 1922 se le restituyó el carácter de comisaría.

## Descripción geográfica

### Ubicación
El municipio de Ixtlahuacán del Río se localiza en la región Centro del estado de Jalisco. Sus municipios colindantes son Cuquío, Guadalajara, Zapotlanejo, San Cristóbal de la Barranca y Zapopan. Tiene una extensión territorial de 850,16 kilómetros cuadrados.
El municipio colinda al norte con el estado de Zacatecas; al este con el municipio de Cuquío; al sur con los municipios de Zapotlanejo y Guadalajara; al oeste con los municipios de Zapopan y San Cristóbal de la Barranca.

## Medio físico
El 39.6% del municipio tiene terrenos planos, es decir, con pendientes menores a 5° y la roca predominantes es basalto (46,6%), rocas ígneas extrusivas básicas. El suelo predominante es feozem (34,2%), se presenta en cualquier tipo de relieve y clima, excepto en regiones tropicales o lluviosas o zonas muy desérticas. Es el cuarto tipo de suelo más abundante en el país. Son de profundidad variable. Cuando son profundos se utilizan para la agricultura de riego o temporal. La agricultura (44,5%) es el uso de suelo dominante en el municipio.

### Hidrografía
Los tipos de recursos hídricos del municipio están constituidos por aguas subterráneas, ríos y lagos. El territorio está ubicado dentro de 7 acuíferos de los cuales el 67,5% no tienen disponibilidad y el 32,5% se encuentra con disponibilidad de agua subterránea.
El territorio municipal está dentro de las cuencas Río Juchipila 2, Río Santiago 2, Río Verde 2 de las cuales el 100% tienen disponibilidad y el 0% presentan déficit de disponibilidad de agua superficial.
Sus recursos hidrológicos son proporcionados por los ríos y arroyos que conforman la subcuenca Juchipila-Santiago-Río Verde Grande Belén de la región Hidrológica Lerma-Chapala-Santiago. Los ríos principales son: Santiago, Achichilco, Cuquío, Verde y Juchipila; los arroyos: El Tigre, Carrizalillo, Los Cuartos, Saucitos, Tecomastes, Agua Colorada y San Pablo; las presas: San Antonio y Los Sauces.

### Clima, temperatura y precipitación
La mayor parte del municipio de Ixtlahuacán del Río (85.9%) tiene clima semicálido semihúmedo. La temperatura media anual es de 19.6°C, mientras que sus máximas y mínimas promedio oscilan entre 31.3°C y 7.8°C respectivamente. La precipitación media anual es de 916mm.

## Áreas naturales protegidas
Ixtlahuacán del Río alberga 3 áreas naturales protegidas con una superficie de 2,2180.38 hectáreas (ha) lo que representa el 26,1% de todo el territorio municipal. Además, se cuenta con 0,2% de humedales. Las ANP llevan por nombre Barrancas de los Ríos Santiago y Verde, Cuenca Alimentadora del Distrito Nacional de Riego 043, Nayarit, La Barranca del Río Santiago.

## Sequía
A nivel municipal la sequía extrema es la que tiene una mayor distribución con un 64,4%, seguida por la severa, excepcional y moderada con el 17, 13 y 3 por ciento respectivamente.

## Flora y fauna
La flora se compone de cedro, pino, encino, roble y ocote. La fauna la conforman el venado, el gavilán, el gato montés, el coyote, el zorrillo, el armadillo, el tlacuache (zarigüeya) y gran variedad de aves.

## Economía y empleo
Conforme a la información del Directorio Estadístico Nacional de Unidades Económicas (DENUE) de INEGI, el municipio de Ixtlahuacán del Río cuenta con 758 unidades económicas al mes de mayo de 2024 y su distribución por sectores revela un predominio de establecimientos dedicados a Comercio, siendo estos el 49,34% del total en el municipio.

### Empleos
Para junio de 2024 el IMSS reportó un total de 681 trabajadores asegurados, lo que representó para el municipio de Ixtlahuacán del Río un incremento anual de 21 trabajadores en comparación con el mismo mes de 2023, debido al alza del registro de empleo formal de algunos de sus grupos económicos principalmente el de Servicios de administración pública y seguridad social. 
En función de los registros del IMSS el grupo económico que más empleos presentó dentro del municipio de Ixtlahuacán del Río fue el de Servicios de administración pública y seguridad social, ya que en junio de 2024 registró un total de 221 trabajadores concentrando el 32,45% del total de asegurados en el municipio. El segundo grupo económico con más trabajadores asegurados fue el de Agricultura, que para junio de 2024 registró 115 trabajadores asegurados que representan el 16.89% del total de trabajadores asegurados a dicha fecha. El tercer grupo con las características anteriores es el de Compraventa de materias primas, materiales y auxiliares con casi un 14% de trabajadores asegurados.

## Infraestructura
El municipio cuenta con 16 servicios públicos, de los cuales destacan 53 escuelas, seguido de 26 templos; e instalaciones deportivas o de recreación con 21.

### Salud
De acuerdo con los registros de la secretaría de salud, en el municipio se encuentran 10 unidades de servicio de salud como lo son consultorios, hospitales generales y especializados, oficinas administrativas, farmacias, laboratorios, unidades de medicina familiar, de especialidades médicas y móviles. De las cuales 9 corresponden a la Secretaría de Salud (SSJ), 1 unidad de salud es del Instituto Mexicano del Seguro Social (IMSS) y 1 módulo de los Servicios Médicos Privados.

### Medios y vías de comunicación
Cuenta con servicio de correo, fax, telégrafo, teléfono y servicio de radiotelefonía. La transportación se efectúa a través de la carretera Guadalajara-Saltillo, entronque Ixtlahuacán del Río. Cuenta con una red de carreteras rurales que comunican las localidades; la transportación se realiza en autobuses públicos o vehículos de alquiler y particulares.
Actualmente el gobierno municipal posee una pequeña flotilla de camiones que puede brindar servicios gratuitamente, dichos camiones han sido donados por el Gobierno Estatal de Jalisco.

## Demografía y localidades
Según el Censo de Población y Vivienda 2020, su población en ese año era de 20,465 personas; de las cuales el 48,8 por ciento eran hombres y 51,2 por ciento mujeres.  Comparando este volumen poblacional con el del año 2015 (19 070 habitantes), se observa que la población municipal aumentó un 7.32 por ciento en cinco años.

### Localidades
En 2020 Ixtlahuacán del Río contaba con 157 localidades, de éstas, 15 eran de dos viviendas y 54 de una. La localidad de Ixtlahuacán del Río era la más poblada, con 6882 personas, que representaban el 33,6% de la población del municipio; le seguía San Antonio de los Vázquez con el 8.2%, Trejos con el 7%, Palos Altos con el 6% y Mascuala con el 4,7% del total municipal.
| Código INEGI      | Localidad                  | Población (2020) |
| ----------------- | -------------------------- | ---------------- |
| 140450001         | Ixtlahuacán del Río        | 6 882            |
| 140450106         | San Antonio de los Vázquez | 1 686            |
| 140450142         | Trejos                     | 1 429            |
| 140450078         | Palos Altos                | 1 229            |
| Otras localidades | Otras localidades          | 9 239            |
| Total municipal   | Total municipal            | 20 465           |

### Religión
El 98.53% profesa la religión católica, también hay creyentes de los testigos de Jehová, Adventistas del Séptimo Día, protestantes y creyentes de otras religiones. El 0.24% de los habitantes ostentaron no practicar religión alguna.

## Migración
El índice de intensidad migratoria se ubicó en 60,92 puntos, lo que representa un grado de intensidad migratoria Alto.

## Pobreza por carencia social
Respecto a las carencias sociales en 2020, destaca que el indicador de carencia por acceso a la seguridad social es el acceso a la seguridad social, con un 80.3 por ciento, que en términos absolutos representa 15,469 habitantes. En contraste, el que menos proporción de población presentó fue el de calidad y espacios de la vivienda, con el 4.6 por ciento. Otros indicadores como acceso a servicios de salud, rezago educativo, acceso a servicios básicos de la vivienda y acceso a la alimentación se ubicaron en 53, 23, 19.5 y 19.3 respectivamente.

## Índice de desarrollo municipal (IDM)
Ixtlahuacán del Río obtiene un desarrollo institucional Alto con un IDM-I de 68.4.

## Promedio mensual de carpetas de investigación abiertas
Durante el periodo de junio 2023 a mayo de 2024, se abrieron un total de 170 carpetas de investigación con un promedio mensual de 14 carpetas abiertas, en donde el delito con mayor investigación fue el de otros robos.

## Cultura
- Gastronomía: la conforman los tamales,la birria de pollo o guajolote, el pozole,[7] el mole, ; y de sus bebidas destacan el tequila y el mezcal.

- Trajes típicos: el traje de charro.

- Artesanías: se elaboran muebles de madera, bordados, dulces, textiles y sillas de montar.

### Sitios de interés
| - El Santuario de Nuestra Señora de Guadalupe, data de 1873. - Templo de Nuestra Señora del Rosario. - Hacienda Animas del Romero. - Palacio municipal. - Presa Valle de Juárez. - Cascada Agua Azul. - Ruinas de la Tercera Guadalajara (Actualmente Panteón de Tlacotán). - Cascada Los Cinco Señores. - Presa San Antonio de los Vázquez - Templo San Antonio de los Vázquez, data de (mayo de 1888) | - Cerro Alto. - Presa Los Sauces. - San Antonio de los Vázquez. - Presa Tlacotán. - Río Achichilco. - Río Arroyo Blanco. - Cascada Sigala. - Zona Santo Domingo. |

### Fiestas
- Fiesta a San Pascual Baílon: del 15 al 17 de mayo.
- Fiesta a la Virgen de Guadalupe: del 1 al 12 de diciembre.
- Palenque: del 9 al 16 de septiembre.
- Fiestas patrias: el 15 y 16 de septiembre.
- Fiestas de junio (San Antonio) 5 al 13 de junio.
- Fiesta 1° de enero (San Antonio).

## Gobierno
Su forma de gobierno es democrática y depende del gobierno estatal y federal; se realizan elecciones cada tres años, cuando se elige al presidente municipal y su cabildo. El presidente municipal actual es Pedro Haro Ocampo, militante de MC, el cual fue reelegido durante los comicios efectuados el 6 de junio de 2021.
El municipio cuenta con 179 localidades, siendo las más importantes: Ixtlahuacán del Río (cabecera municipal), San Antonio de los Vázquez, Trejos, Tlacotán, Palos Altos, San Nicolás y Mascuala.

### Presidentes municipales
| Período   | Presidente municipal       | Partido político | Notas                                    |
| --------- | -------------------------- | ---------------- | ---------------------------------------- |
| 1983-1985 | Manuel Abundis Prieto      | PRI              |                                          |
| 1986-1988 | Francisco Alonso Sánchez   | PRI              |                                          |
| 1989-1992 | Hugo Rodríguez Díaz        | PRI              |                                          |
| 1992-1995 | Gabriel Sánchez Martínez   | PRI              |                                          |
| 1995-1997 | Miguel Miguel Loera García | PAN              |                                          |
| 1998-2000 | Javier Haro Tello          | PRI              |                                          |
| 2001-2003 | José Juan Saldaña Ávila    | PRI              |                                          |
| 2004-2006 | Javier Sánchez Díaz        | PRI              |                                          |
| 2007-2009 | Francisco Sánchez García   | PRI              |                                          |
| 2010-2012 | Roberto Martínez Delgado   | PVEM             |                                          |
| 2012-2015 | Gerardo Godoy Jiménez      | PRI PVEM         |                                          |
| 2015-2018 | Salvador Ramírez Mancilla  | PT               |                                          |
| 2018-2021 | Pedro Haro Ocampo          | MC               | Pidió licencia para buscar la reelección |
| 2021      | Moisés Jara Yáñez          | MC               | Interino                                 |
| 2021-2024 | Pedro Haro Ocampo          | MC               | Fue reelegido el 06/06/2021              |
| 2024-     | Leoncio Guzmán González    | Morena           |                                          |

### Personas destacadas
- Miguel de la Mora, médico.
- Francisco Rodríguez Gómez, gobernador de Jalisco.
- Filiberto Ruvalcaba Sánchez, líder sindical y senador.
- Manuel Yáñez Rodríguez, artesano.
- Miguel M. de la Mora, obispo.
- Benjamín Castillo Plascencia, obispo emérito de Celaya.
- J. Refugio Mercado Díaz, obispo.